# Port lotniczy Monterrey
Port lotniczy Monterrey (IATA: MTY, ICAO: MMMY) – międzynarodowy port lotniczy położony w Apodaca, w pobliżu Monterrey, w stanie Nuevo León, w Meksyku.

## Linie lotnicze i połączenia

### Terminal A
- Aeromar (San Luis Potosi, Piedras Negras [od 3 listopada])
- American Airlines (Dallas/Fort Worth)
- Continental Airlines (Houston-Intercontinental)
- Continental Express obsługiwane przez ExpressJet Airlines (Houston-Intercontinental)
- Interjet (Cancún, Guadalajara, Meksyk, Toluca)
- Magnicharters (Acapulco, Cancún, Ixtapa-Zihuatanejo, Mazatlán, Puerto Vallarta, San José del Cabo, Varadero)
- Volaris (Orlando [sezonowo], Tijuana, Toluca)

### Terminal B
- Aeroméxico (Cancún, Las Vegas, Mexicali, Meksyk)
- Aeroméxico Connect (Chihuahua, Ciudad del Carmen, Ciudad Juárez, Ciudad Obregón, Culiacán, Guadalajara, Hermosillo, Houston-Intercontinental, La Paz, Las Vegas, León/El Bajío, Los Mochis, Mazatlán, Mérida, Mexicali, Meksyk, Miami, Puerto Vallarta, Querétaro, San Antonio, Tampico, Tijuana, Toluca, Veracruz, Villahermosa)
- Delta Connection obsługiwane przez Pinnacle Airlines (Atlanta, Detroit)

### Terminal C
- VivaAerobus (Acapulco, Cancún, Chihuahua, Ciudad Juárez, Ciudad Obregón, Culiacán, Guadalajara, Hermosillo, Houston-Intercontinental, La Paz, Las Vegas, León/El Bajío, Los Mochis, Mazatlán, Mérida, Mexicali, Meksyk, Morelia, Oaxaca, Puerto Vallarta, San José del Cabo, Tampico, Tijuana, Tuxtla Gutiérrez, Veracruz, Villahermosa)